# Lankesterella longicollis
Lankesterella longicollis är en orkidéart som först beskrevs av Célestin Alfred Cogniaux, och fick sitt nu gällande namn av Frederico Carlos Hoehne. Lankesterella longicollis ingår i släktet Lankesterella och familjen orkidéer. Inga underarter finns listade i Catalogue of Life.